# New York Court of Appeals Building
El New York Court of Appeals Building, oficialmente conocido como Court of Appeals Hall, está ubicado en la esquina de las calles Eagle y Pine en el centro de la ciudad de Albany, la capital del estado de Nueva York (Estados Unidos). Es un edificio de piedra de estilo neogriego construido en 1842 a partir de un diseño de Henry Rector. En 1971 fue incluido en el Registro Nacional de Lugares Históricos (RNLH). Siete años más tarde se incluyó como propiedad contributiva cuando el Distrito Histórico de Lafayette Park se incluyó en el RNLH.
Cuando se construyó, se conocía como el State Hall, y no albergaba a la corte (que se encontraba en el Capitolio del Estado) sino a sus secretarios. Además de ellos, estaban las oficinas de varios otros funcionarios del poder ejecutivo del estado. Cuatro años después de su finalización, se adoptó una nueva constitución estatal, uniendo dos jerarquías judiciales separadas en una con el Tribunal de Apelaciones como el más alto del estado.
El diseño de Rector incorpora los tres órdenes clásicos en la rotonda del edificio y utiliza arcos de piedra para sostener los techos en un intento inicial de ignifugidad. Es uno de los dos únicos edificios existentes de los que se sabe que fueron diseñados por él. Otros arquitectos participaron en trabajos posteriores. Henry Hobson Richardson diseñó la sala del tribunal, ubicada originalmente en el cercano  capitolio del estado en la década de 1880 y descrita por Lord Coleridge como "la mejor del mundo".
Lewis Pilcher supervisó una adición en la parte trasera a principios del siglo XX cuando la sala del tribunal se trasladó ya que había superado su espacio tradicional en el capitolio, llevándose consigo la sala de Richardson excepto el techo. El edificio ha pasado por otras dos renovaciones. A finales de los años 1950, se reformó y se sustituyeron los cimientos originales. Un proyecto de principios del siglo XXI eliminó la cúpula, agregó pequeñas alas en ambos lados y reformó por completo la infraestructura interna, además de restaurar gran parte de la decoración interior original.

## Edificio
El New York Court of Appeals Building ocupa la mitad de la cuadra entre las calles Columbia, Eagle, Lodge y Pine. El edificio en sí ocupa el cuadrante suroccidente; su estacionamiento, al suroriente. La tierra se inclina suavemente hacia el oriente, lo que refleja la proximidad del río Hudson a 800 m en esa dirección.

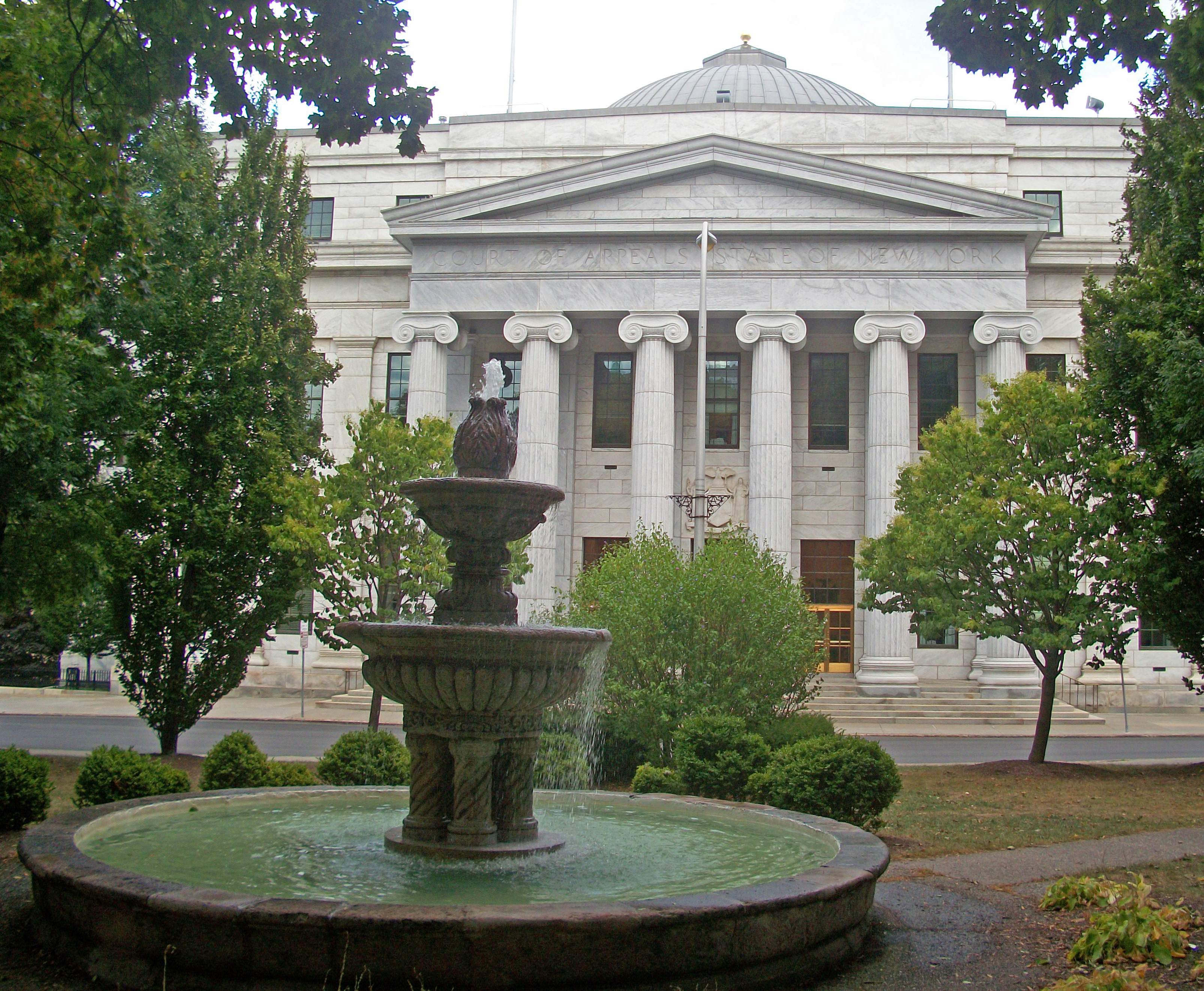
El edificio con una fuente de Academy Park en primer plano.

En el vecindario circundante hay muchos edificios monumentales, la mayoría de ellos gubernamentales o institucionales y propiedades contribuidoras a sus distritos históricos. En la mitad norte de la cuadra se encuentra el palacio de justicia del condado de Albany, un edificio neoclásico de principios del siglo XX que es coherente arquitectónicamente con el New York Court of Appeals Building. Al sur, al otro lado de Pine, se encuentra el Ayuntamiento de Albany, de estilo neorrománico y diseñado por Henry Hobson Richardson de la década de 1880, que también figura individualmente en el RNLH. Justo al sur, visible desde el edificio del Tribunal de Apelaciones a través del parque Corning detrás del Ayuntamiento, se encuentra la iglesia de San Pedro, un edificio de estilo gótico francés de Richard Upjohn y su hijo. Es un Monumento Histórico Nacional (NHL), así como una propiedad que contribuye al Distrito Histórico del Centro de Albany, que limita con el Distrito Histórico del Parque Lafayette al oriente en este punto.
Al otro lado de Eagle Street se encuentran las 0,8 ha de espacio abierto de Academy Park. Al otro lado, un poco hacia el noroccidente, entre este y Lafayette Park, se encuentra el Old Albany Academy Building, un edificio de piedra de estilo federal de 1815 de Philip Hooker que ahora sirve como oficinas administrativas del distrito escolar de la ciudad de Albany. Su modesta escala contrasta con el monumental New York State Education Department Building, visible a través del parque Lafayette. Sobre él, los 34 pisos del Alfred E. Smith Building se elevan sobre el Capitolio de Nueva York, también una NHL, a través de Washington Avenue (Ruta 5 del Estado de Nueva York) hacia el occidente. Las torres más altas del modernista Empire State Plaza están al suroriente. Al oriente del edificio de la Corte de Apelaciones, al otro lado de Lodge Street, se encuentra la Iglesia de Santa María, hogar de la congregación católica más antigua de la ciudad y otra propiedad catalogada que contribuye al distrito histórico del centro de Albany.

### Exterior

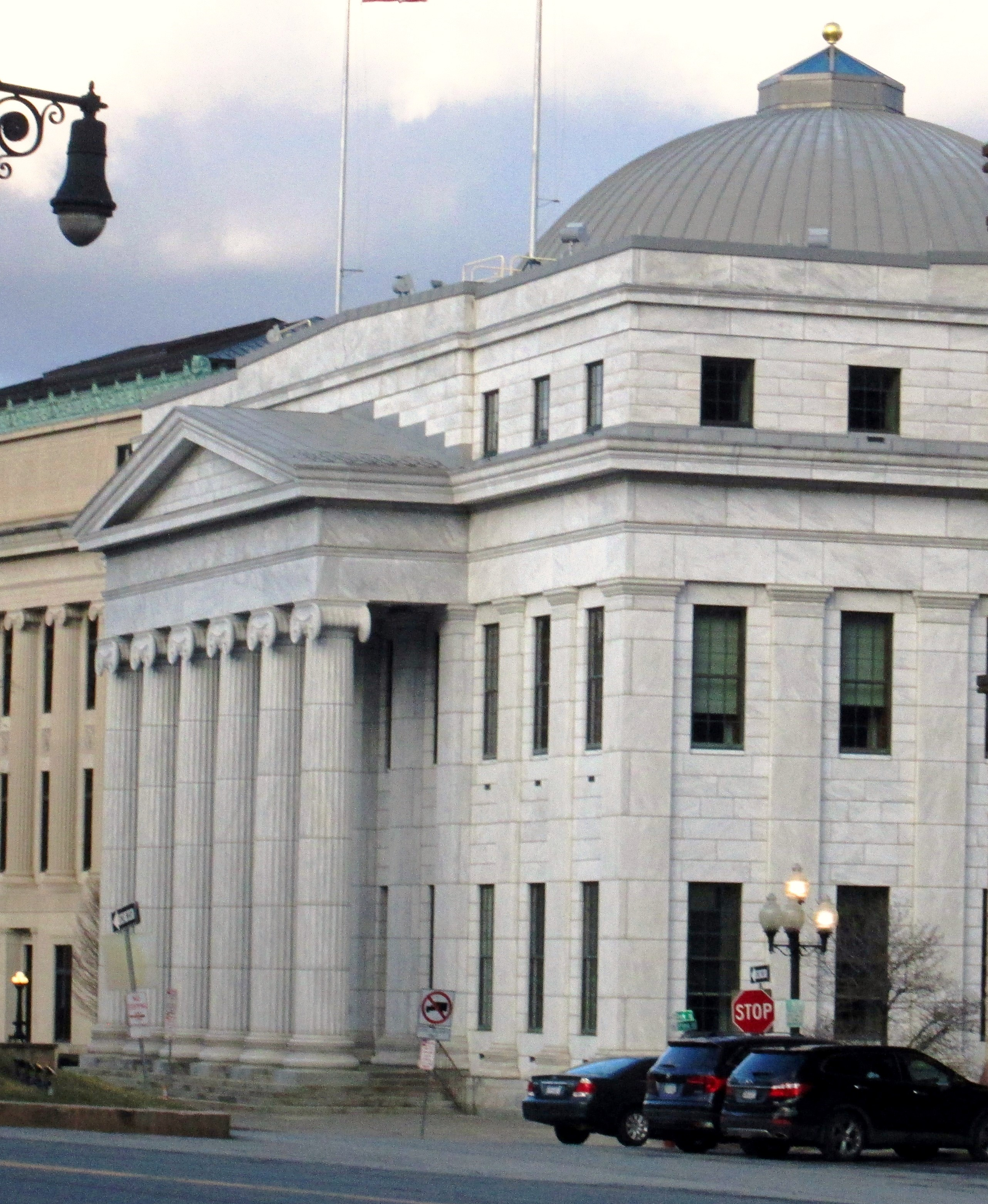
Una vista desde el occidente con la cúpula visible.

El edificio en sí es una estructura de tres pisos, de 11 por 7 tramos con un ala en el norte, dos alas pequeñas en el oriente y una adición más grande del sótano expuesto en ese lado. Se enfrenta con bloques de mármol de carga colocados con un grosor de 1,5 m en el nivel del sótano, sobre una base de hormigón. En la parte superior hay un techo plano con una cúpula revestida de cobre en el centro.
En el medio de la fachada oriental (frontal) hay un pórtico saliente de cinco tramos. Seis columnas jónicas estriadas redondas sostienen un frontón con entablamento liso. En el edificio en sí, doce pilastras dóricas lisas cuadradas dividen los vanos. Sobre la entrada principal hay un relieve del sello estatal. Ambos pisos están ambientados con estrechas ventanas de guillotina.
Sobre las columnas y pilastras hay un friso sencillo dividido por una pequeña cornisa moldeada. En el pórtico, la parte superior del friso tiene grabada la leyenda "Tribunal de Apelaciones del Estado de Nueva York". Sobre ella hay otra cornisa voladiza, más amplia, que también se encuentra en el frontón. El tercer piso tiene las mismas ventanas de guillotina. Sobre ella hay una cornisa y un parapeto más pequeños. En el medio de la cubierta es la cúpula, de revestimiento en acero inoxidable, con un óculo y pan de oro florón en la parte superior.

### Interior
En el interior, los techos están sostenidos por arcos de piedra con bóvedas de crucería con estructuras de madera. Los pisos y escaleras están colocados en losa de mármol. El primer piso tiene una biblioteca y un salón para abogados, y la sala John Jay, para eventos públicos y visualización de argumentos orales a través de un circuito cerrado de televisión. Ésta y otras áreas públicas del primer piso tienen paneles y molduras de teca.
Las cámaras de los siete jueces están en el segundo piso, junto con su biblioteca y la sala de conferencias donde se reúnen para emitir votos en los casos después de escuchar los argumentos. Las cámaras están acabadas en paneles de madera. Una moderna lámpara de araña estilo art déco ilumina la sala de conferencias. El tercer piso tiene algo de espacio adicional para la biblioteca junto con las oficinas del tribunal y los secretarios de los jueces individuales.
Bajo la cúpula, el trabajo decorativo de la rotonda utiliza los tres órdenes clásicos. Las columnas dóricas sencillas y los capiteles del primer piso están rematados por columnas jónicas talladas en el segundo piso. Soportan columnas corintias ornamentadas en la parte superior. En el techo está The Romance of the Skies, una pintura de 93 m² que representa las tres estaciones en las que la cancha está en sesión.

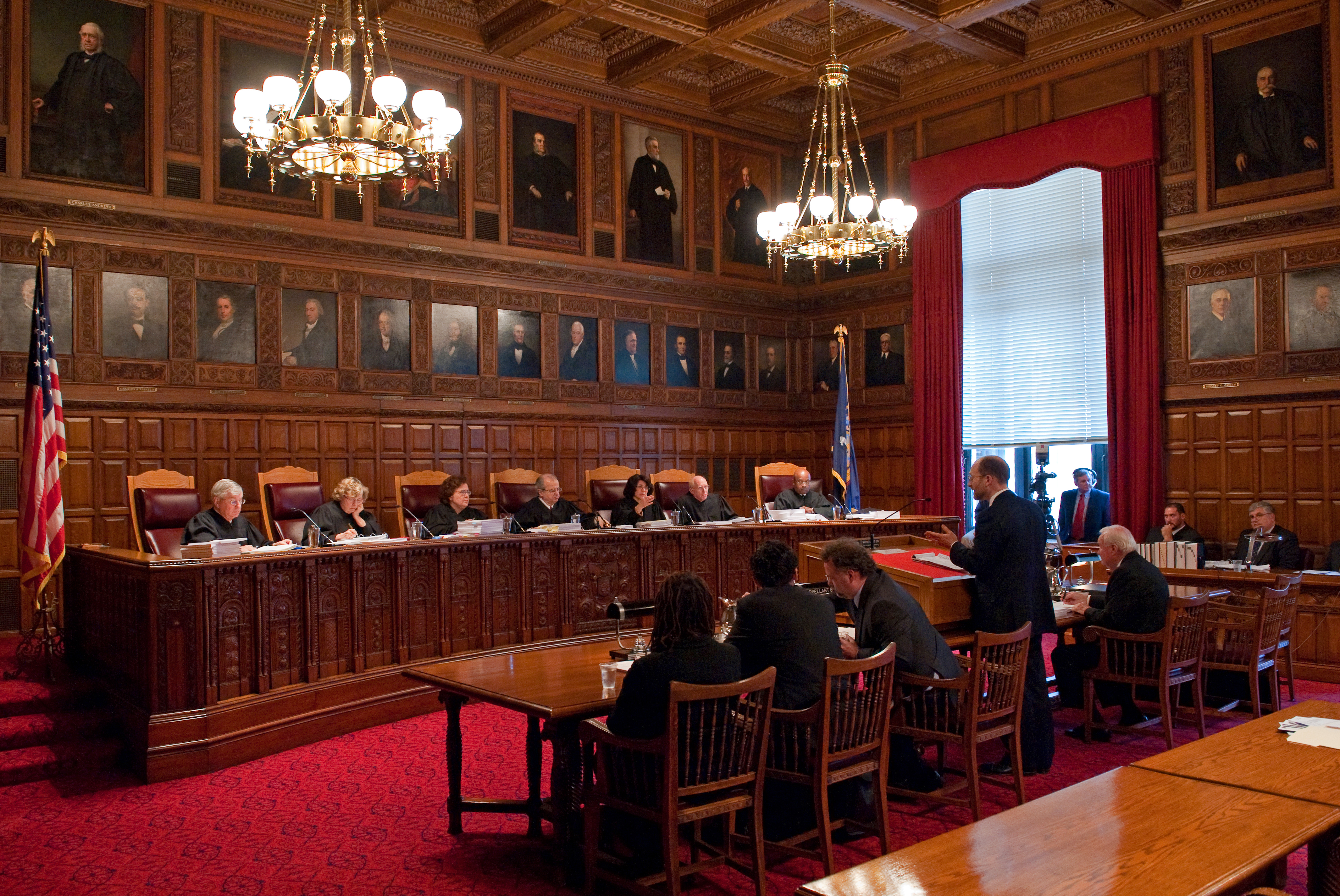
Interior de uno de los tribunales

En el ala trasera está la sala de audiencias, su interior decorado con roble marrón tallado a mano, similar a su mobiliario. Retratos al óleo de jueces anteriores de la Corte de Apelaciones se alinean en las paredes hasta los 7 m techo de yeso tallado. En una pared hay una chimenea de bronce, mármol y ónix mexicano. El piso tiene una alfombra roja decorada con patrones geométricos.

## Historia
Originalmente, el edificio albergaba a varios funcionarios estatales en lugar del tribunal. El espacio insuficiente en el capitolio llevó a la toma del edificio por parte de la corte en los años 1910, la primera de tres renovaciones importantes en un siglo.

### 1842-1917: State Hall
Creado en 1777 durante la Revolución de las Trece Colonias, el estado de Nueva York no asumió todas las responsabilidades gubernamentales de su territorio hasta el final de la Guerra de Independencia. Después de que varias otras ciudades obtuvieron el título, Albany, la capital colonial durante mucho tiempo, se estableció formalmente como la capital del estado en la década de 1790. El nuevo gobierno estatal no necesitaba muchos edificios. Ambas cámaras de la legislatura estatal se reunieron en el Ayuntamiento de Albany hasta que se construyó el primer capitolio estatal en 1819; los gobernadores alquilaron residencias en la ciudad; y los dos tribunales estatales más altos, el Tribunal de Cancillería y el Tribunal de Juicios de Acusación y Corrección de Errores, escucharon casos en el juzgado del condado o en el capitolio. Para aquellos funcionarios que necesitaban un espacio de trabajo dedicado, el primer edificio de oficinas estatales, Old State Hall, se erigió a principios del siglo XIX en lo que ahora es la esquina de las calles Lodge y State.
En 1833, los ocupantes se quejaron de que el edificio se estaba quedando sin espacio y era inadecuado en otras formas; en particular, dijeron, los muchos registros que se guardaban en su interior podrían destruirse en un incendio. La legislatura ordenó a los fideicomisarios del capitolio que buscaran un terreno para un nuevo edificio. Los fideicomisarios adquirieron el terreno actual y encargaron al arquitecto local Henry Rector el diseño del edificio.

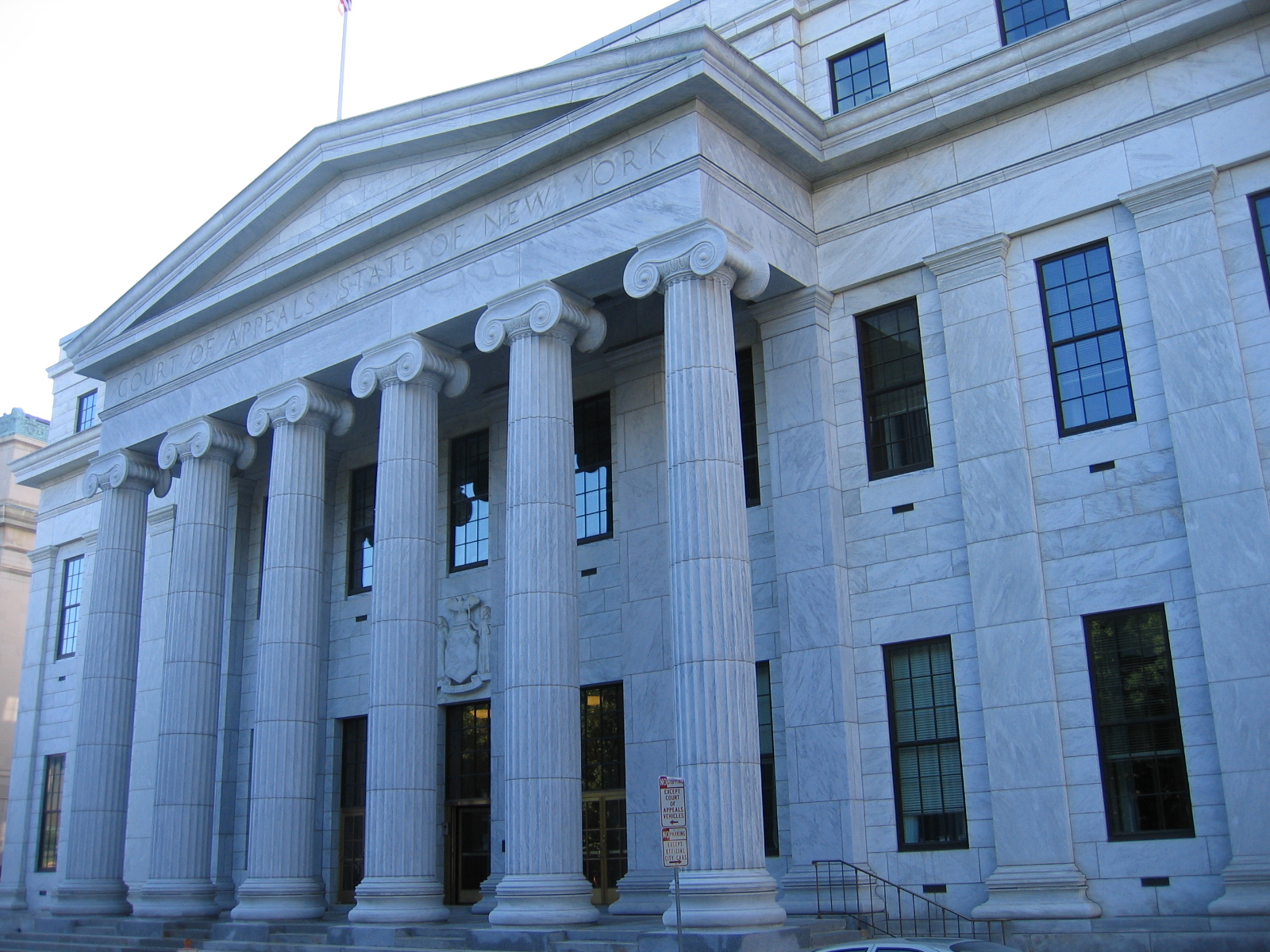
Una vista de primer plano del pórtico.

Según el crítico de arquitectura Talbot Hamlin, el diseño de Rector "proclamó el triunfo completo del neogriego en la región de Albany ". Las bases de las columnas y los capiteles del exterior fueron copiados del Templo de Atenea Niké en la Acrópolis. El mármol para el edificio, ordenado por la legislatura, fue extraído por los reclusos en la nueva prisión de Sing Sing cerca del pueblo actual de Ossining en el condado de Westchester y enviado por el río Hudson en barcazas. Se completó en 1842 a un costo total de 350 000 dólares (el equivalente de 9,15 millones de 2020). Ningún otro edificio de Rector sobrevive excepto una hilera de casas en Westerlo Street en el distrito histórico Pastures de Albany.
Además de su arquitectura, el edificio también se destacaría por dos aspectos de su ingeniería. Uno fue el uso de bóvedas de arista de piedra para sostener los techos en lugar de la estructura de madera común en ese momento, un primer intento de protección contra incendios. La otra era la escalera de piedra en el medio de la rotonda, que comenzaba en el primer piso y se extendía en voladizo hasta el tercer piso sin medios visibles de soporte.
Después de la finalización del edificio, el canciller estatal, el Registro de la Cancillería, el secretario de la Corte de Apelaciones y su Corte Suprema se mudaron. El poder ejecutivo del estado estuvo representado por el fiscal general, auditor, tasadores y comisionados del canal, contralor e ingeniero estatal y topógrafo general. En 1846, una nueva constitución estatal reformó los tribunales, eliminando el Tribunal de Cancillería y relegando al Tribunal Supremo a su función actual de tribunal de apelación y de primera instancia, supremo en el sentido de que tiene la última palabra sobre las conclusiones de los hechos, pero se somete al nuevo Tribunal. de Apelaciones sobre cuestiones de derecho.

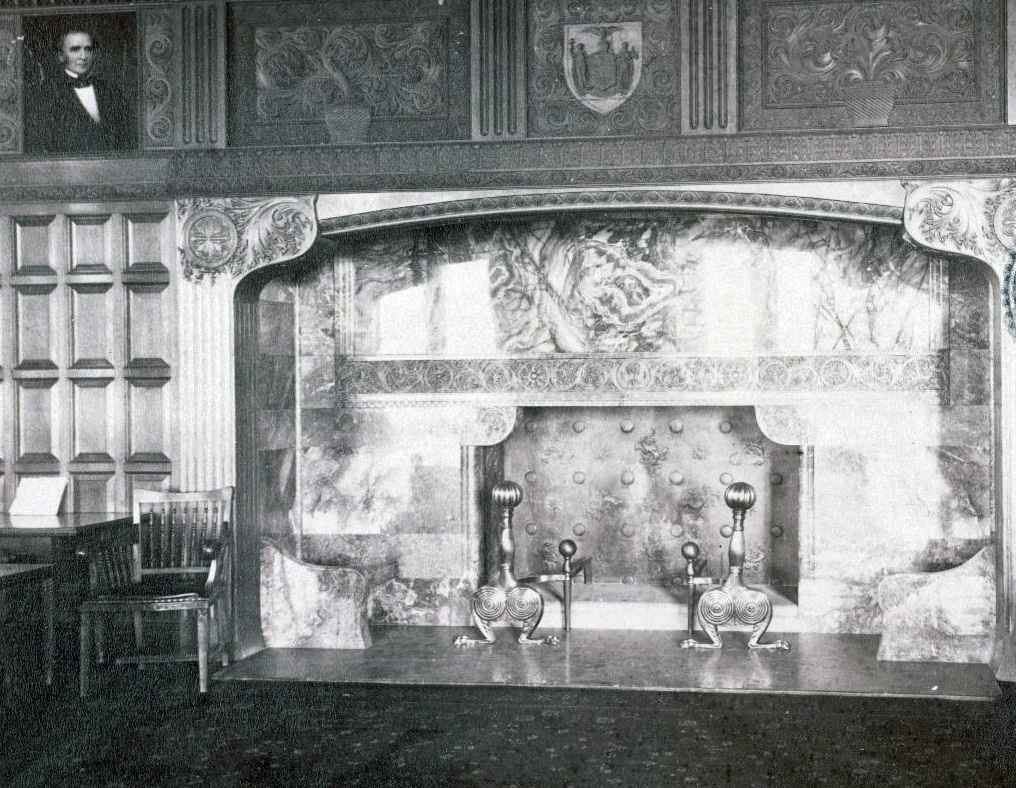
Fotografía contemporánea de una chimenea en la sala del tribunal cuando estaba en el Capitolio del Estado.

Sin embargo, los inquilinos del edificio se mantuvieron sin cambios. El Tribunal de Apelaciones se sentó en el capitolio del estado, tanto el edificio anterior como el actual. En este último, Henry Hobson Richardson, supervisando un proceso de construcción que se había retrasado desde que comenzó a principios de los años 1870 a partir del plan original de Thomas Fuller, diseñó una sala de audiencias de madera ornamentada con paredes y muebles de roble tallado. Los jueces comenzaron a escuchar argumentos orales allí en 1884. Fue descrita por John Coleridge como "la mejor sala de audiencias del mundo".
A medida que el siglo XIX se convirtió en el XX, el estado creció y, con él, su gobierno. En 1909, los jueces y abogados se quejaban de que el espacio del capitolio de la corte era inadecuado para sus necesidades legales modernas. Al año siguiente, la legislatura ordenó al tribunal que nombrara a uno de sus jueces para que trabajara con el arquitecto estatal, entonces Franklin B. Ware, para determinar si el antiguo State Hall podría renovarse para convertirlo en una instalación adecuada. El tribunal nombró al juez William E. Werner. Él y Ware encargaron un informe a un arquitecto de Rochester que concluyó que tal renovación era posible.
A pesar de que el incendio que devastó el capitolio en 1911 hizo que la necesidad de un nuevo espacio en la corte fuera más urgente, Ware se negó a respaldar el informe y dijo que la renovación propuesta era inadecuada. En cambio, propuso reconstruir toda el área alrededor del capitolio (hoy el Distrito Histórico del Parque Lafayette) de manera similar a Capitol Hill en Washington, incluido un nuevo palacio de justicia en Swan Street.
El plan de Ware fue rechazado y Lewis Pilcher lo reemplazó como arquitecto estatal. Continuó con la renovación planificada del State Hall. De acuerdo con los deseos del juez jefe Willard Bartlett, el cambio más significativo de Pilcher al edificio fue un ala en el oriente para acomodar la sala de audiencias de Richardson, que podría trasladarse al State Hall con la excepción de su techo original. En el interior del edificio existente, la rotonda estaba revestida de piedra Caen de imitación de color amarillo oscuro, y la biblioteca de los jueces, la sala de conferencias y las cámaras individuales estaban pintadas en tonos crema e iluminadas con globos colgantes.
El tribunal aprobó el rediseño en 1914. El trabajo comenzó después de la firma del contrato al año siguiente; se completó a tiempo para una dedicación formal a principios de 1917. En ese momento, el edificio pasó a llamarse oficialmente Sala del Tribunal de Apelaciones, la leyenda todavía está en su frontón. El gobernador Charles S. Whitman habló en la ceremonia y dijo que el edificio ahora estaba dedicado al "propósito más noble al que se puede dedicar un edificio o una vida, la administración de justicia".

### Desde 1918 hasta 1959: segunda renovación
Durante 30 años, el State Hall convertido sirvió tanto a las necesidades de los jueces como de los abogados. A fines de la década de 1940, su edad se estaba haciendo evidente. El Departamento de Obras Públicas del estado informó que el pórtico estaba en peligro de colapsar, el interior se veía en mal estado y el cableado eléctrico y la calefacción debían ser reemplazados. No se haría nada sobre esta situación hasta que el gobernador Averell Harriman hiciera una inspección sorpresa del edificio en 1956. Dos años más tarde comenzó otra renovación bajo el mando del arquitecto estatal Carl Larson y el juez Charles W. Froessel.
El trabajo se había retrasado mientras los jueces consideraban y rechazaban la construcción de un palacio de justicia completamente nuevo, como lo habían hecho sus predecesores en 1917. Escucharon casos en la sala de audiencias de la División de Apelaciones en la corte del condado cercano, mientras recibían cámaras temporales en el capitolio. El secretario de los tribunales y su personal tomaron su alojamiento temporal en un antiguo edificio de almacenamiento en Lodge Street y Maiden Lane. El reportero se mudó al número 6 de Elk Street.
Al principio de la renovación, un cortocircuito en la sala de máquinas del ascensor provocó un incendio grave que destruyó el techo y la cúpula y dañó gravemente la rotonda. El trabajo continuó, y poco después se descubrió otro problema grave cuando las excavaciones alrededor de los cimientos revelaron que las esquinas orientales del edificio se habían hundido cada una 13 cm desde 1842, lo que ha provocado graves daños en suelos, ventanas, dinteles y arcos interiores. Los cimientos originales de escombros sobre arcilla fueron reemplazados por hormigón.

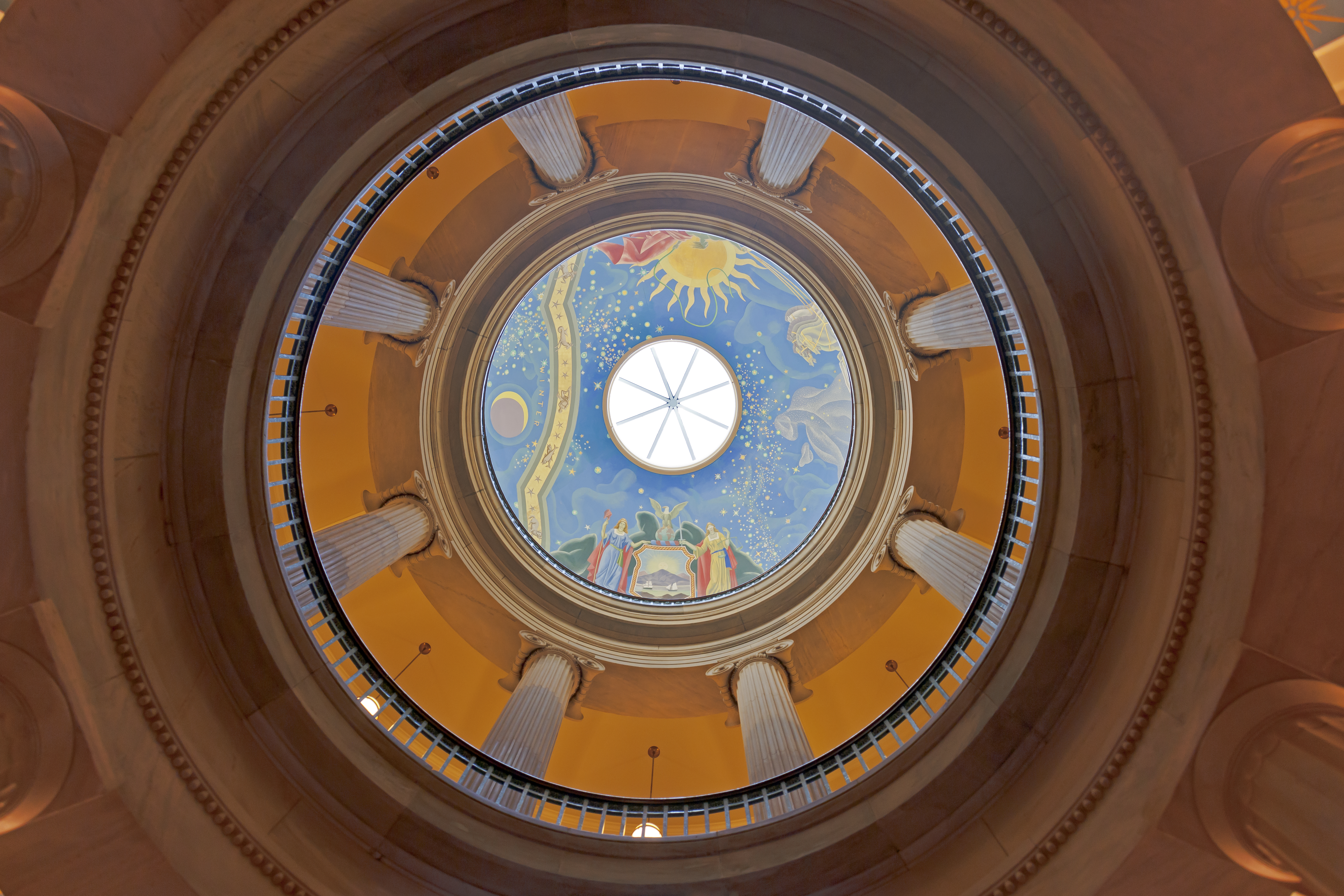
Interior de la cúpula con mural de Eugene Savageen la parte superior

Una nueva cúpula más grande, 20 m ancho y 7 m alto, construido con vigas de acero y tablones de hormigón ligero, sustituyó al original. Estaba revestido de cobre revestido de plomo y rematado con una cúpula de madera. Dentro de la cúpula, un mural de 10,4 m de ancho de Eugene Savage, El romance de los cielos, que representa las tres estaciones (otoño, invierno y primavera) durante las cuales se sienta la corte. Excepto por la eliminación de la escalera de piedra en voladizo, que ahora se considera demasiado inestable estructuralmente para su uso, la rotonda se mantuvo sin cambios.
Fue el único espacio interior que lo hizo. Muchas habitaciones recibieron nuevas capas de pintura y los arcos del techo quedaron ocultos a la vista por nuevas paredes. Se instalaron nuevos ascensores y escaleras para reemplazar la escalera de piedra original. Se agregaron comodidades adicionales para los jueces, como aire acondicionado, una cocina con paredes de esmalte y televisión en la sala de recepción. Su cuarto de las túnicas estaba revestido con paneles de abedul. Dos de los siete jueces tenían salas en el primer piso; el resto estaba arriba. Los cuadros que colgaban en la sala del tribunal de Robertson se limpiaron y se volvieron a colgar; se instaló una alfombra nueva.
En el exterior, gran parte del mármol original se eliminó y se reemplazó con piedra extraída en Vermont. Se construyeron seis columnas jónicas y nuevas escaleras para el pórtico reconstruido. Encima de la entrada principal, un camión de 7,3 t se instaló el emblema del sello estatal esculpido por C. Paul Jennewein.
A pesar del incendio y los problemas estructurales, el proyecto se terminó antes de lo previsto en 1959. Nelson Rockefeller, que había sucedido a Harriman, dio a la corte todo su apoyo. En la ceremonia de nueva dedicación de octubre, el juez principal Albert Conway aceptó simbólicamente las llaves. Conway observó mientras lo hacía que el nuevo edificio reflejaba la "permanencia de un ideal".

### Desde 1960 hasta el presente: Tercera renovación
Como lo había hecho después del trabajo de 1917, el palacio de justicia continuó cumpliendo su propósito durante las siguientes tres décadas. En 1999, sin embargo, una vez más parecía inadecuado para las necesidades de sus usuarios. Los gruesos muros dificultaban la adaptación a los modernos fines eléctricos y de telecomunicaciones. La infraestructura interior tenía casi medio siglo de antigüedad, lo que dificultaba la calefacción y la refrigeración del edificio. El espacio ocupado por esas paredes significaba que la sala del tribunal era el único lugar donde los jueces y todo su personal combinado podían celebrar reuniones. También había muy pocos espacios para el público dentro del edificio, frustrando los intentos de hacer que la corte y su historia fueran transparentes y accesibles.
Los jueces decidieron que era necesario hacer algunas pequeñas adiciones al edificio junto con las mejoras de infraestructura. La jueza principal Judith Kaye designó al juez Richard C. Wesley, luego elevado a la Corte de Apelaciones del Segundo Circuito federal, como enlace de la corte con el proyecto, ahora administrado por la Autoridad de Dormitorios del Estado de Nueva York ya que el puesto de arquitecto estatal había sido abolido. Luego de las necesarias apropiaciones por parte de la legislatura, se inició el trabajo en 2001. Durante los 17 meses que tomó, los jueces continuaron escuchando argumentos en la sala del tribunal, pero trabajaron en cuartos temporales fuera de la ciudad. Los arquitectos del proyecto fueron DeWolff Partnership Architects LLP de Rochester.
Como el edificio había sido incluido en el Registro Nacional de Lugares Históricos en 1971, desde su última renovación, la preservación y restauración fueron tan importantes como las ampliaciones. La Oficina Estatal de Preservación Histórica estuvo muy involucrada en el proceso. Ordenó que las alas recién instaladas en los lados del edificio se distinguieran de las fachadas originales después de que el mármol fuera reemplazado una vez más con piedra de Vermont recién extraída, a pesar de que eran arquitectónicamente compatibles con el diseño original de Rector. Como resultado, tienen tramos y pilastras más estrechas, lisas en la base en lugar de estriadas, para distinguirlas sutilmente del edificio original.

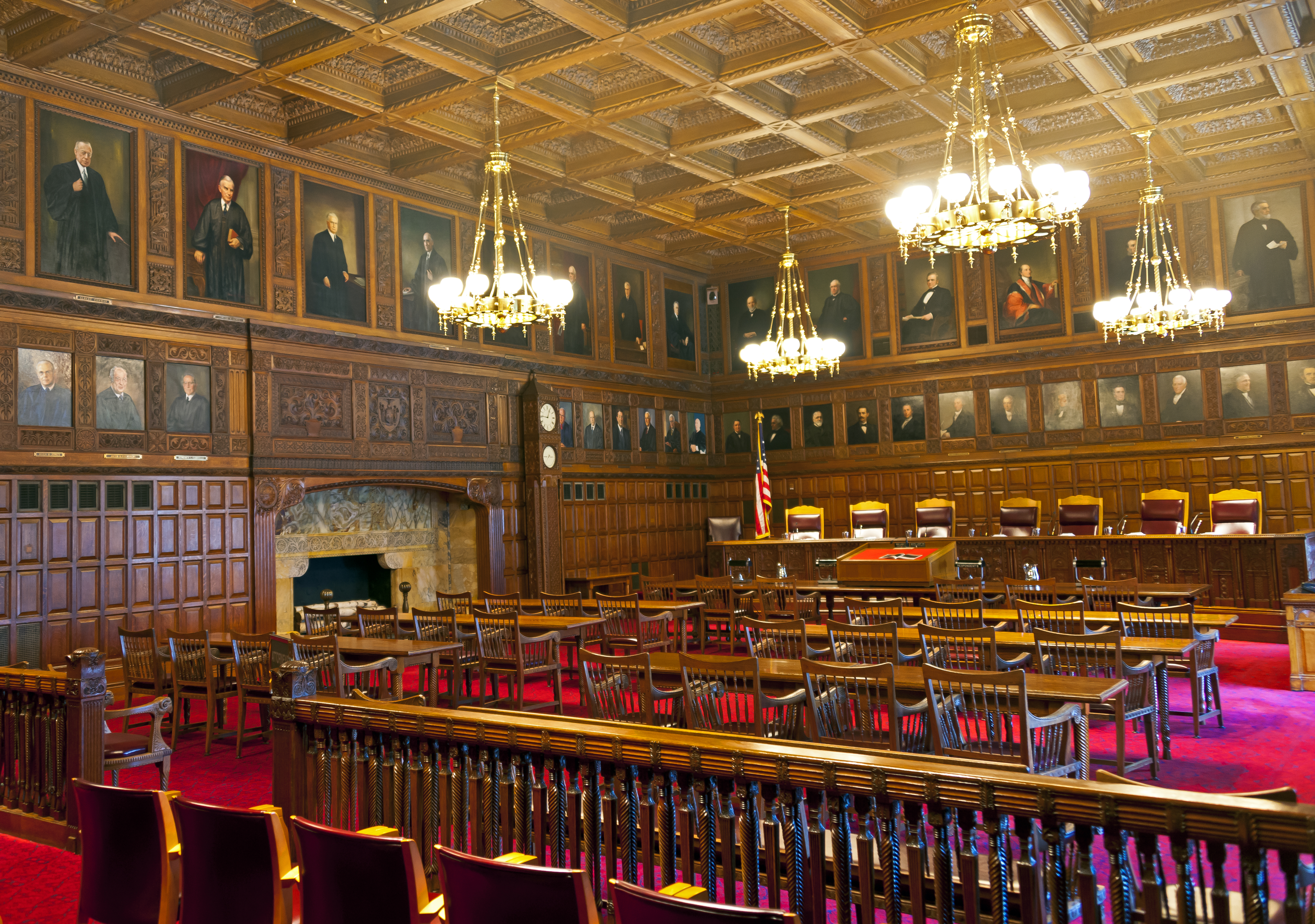
Sala de audiencias tras la renovación (2015).

En otra parte del exterior, se renovó la cúpula. El cobre con revestimiento de plomo instalado en 1959 fue reemplazado por acero inoxidable y la cúpula de esa renovación reemplazada por el óculo actual. Su vidrio de alto rendimiento evita la entrada de luz ultravioleta y reduce el calor en el interior. La esfera bañada en oro que había rematado la cúpula permanece sobre el óculo.
En el interior, las renovaciones volvieron a hacer visibles las bóvedas de arista del techo. Se reemplazó toda la infraestructura, y el espacio recién creado en el edificio principal, más el espacio adicional en las alas, llevó llevó la superficie total a 8640 m². La Sala Roja y la Sala Jay se crearon en el primer piso para albergar funciones públicas y exhibiciones sobre la historia de la corte, además de brindar espacio adicional para quienes deseaban escuchar los debates sobre casos que con un interés significativo. Todas las cámaras de los jueces estaban ahora ubicadas en el segundo piso, un cambio que Kaye había buscado particularmente.
Se examinaron fotografías y otros registros históricos en busca de información sobre la decoración de interiores que coincidiera con épocas anteriores. La rotonda se hizo en tonos beige, crema y amarillo, como parecía originalmente. En el primer piso se utilizaron alfombras, así como tonos azules y rojos siguiendo las prácticas de principios del siglo XX. La Sala Roja y todas las oficinas tienen igualmente un acabado faux pintado en las paredes. Dado que el tercer piso ahora es en gran parte una construcción nueva, utiliza principalmente verde. La iluminación utilizada en todas partes duplica la renovación de 1959, excepto en la sala del tribunal, donde las reconstrucciones de la lámparas de araña de 1884 complementan una alfombra de nuevo diseño.